# آناستازیا لین
آناستازیا لین (انگلیسی: Anastasia Lin؛ زادهٔ ۱ ژانویه ۱۹۹۰) بازیگر و فعال حقوق بشر اهل کانادا است.
او قرار بود به عنوان نماینده کانادا در مسابقات دوشیزه دنیا در سال ۲۰۱۵ میلادی در پکن شرکت کند، اما مقامات دولت چین او را عنصر نامطلوب تلقی کرده و به وی ویزا ندادند. این موضوع و تلاش وی برای ورود به چین از طریق هنگ کنگ، در صدرِ اخبار بسیاری از خبرگزاری‌ها قرار گرفت و بر روی صفحهٔ اول روزنامهٔ نیویورک تایمز رفت و بسیاری، «شجاعت او را در ایستادگی برابر حکومت استبدادی» ستودند.
از فیلم‌ها یا مجموعه‌های تلویزیونی که وی در آن‌ها نقش داشته است می‌توان به «معلمِ پیانو» (۲۰۱۲) اشاره نمود.